# Strukturalizem
Strukturalizem je ena od najpomembnejših filozofskih smeri 20. stoletja. Strukturalistična paradigma je poleg v filozofiji zelo močna tudi v lingvistiki, sociologiji, antropologiji, zgodovini in ostalih družbenih vedah.

## Zgodovina

### Ferdinand de Saussure
Za začetnika strukturalizma velja Ferdinand de Saussure (1857 - 1913). Saussure je bil švicarski jezikoslovec, ki je za časa svojega življenja objavil le svoj doktorat. Prelomno delo Cours de linguistique générale (Predavanja iz splošnega jezikoslovja) so pravzaprav zapiski z njegovih predavanj, ki so jih šele po njegovi smrti (1916) objavili študenti. Predavanja v jezikoslovje vpeljujejo nekatere revolucionarne novosti, predvsem na področju metodologije raziskovanja in koncepcije jezika samega.
Glavne Saussurove postavke so:
1. Sistem: Bistvo jezika je v hkratnem razrezu (artikulaciji) glasovne in pojmovne materije, s čimer se vzpostavi sistem znakov, ki vzpostavljajo jezik (Saussurova metafora: znak je kot list papirja, ne moremo raztrgati ene strani, ne da bi hkrati tudi drugo). V tem sistemu znakov vladajo strukturni odnosi; s spremembo enega dela sistema se spremeni celoten sistem.
2. Znak; označevalec/označenec: Znaki jezika so sestavljeni iz označevalca in označenca. Označevalec je materialna plat znaka (fonemi), medtem ko je označenec pojmovna, idejna plat znaka.
3. Arbitrarnost znakov: Povezava med označevalcem in označencem je arbitrarna (prim.: drevo, tree, Baum).
4. V jeziku so samo razlike: Jezik omogočajo pomensko razločevalne glasovne enote (fonemi). Pri fonemih ni bistvena njihova materialnost (kako se tvorijo na glasovnem traktu itd.) temveč njihove razlike, binarne opozicije, prav te razlike omogočajo razločevalnost. Primer: Fonema P in B sta oba nezvočnika, ustnična zapornika, ločuje ju poteza zvenečnosti. Po drugi strani pa se fonem B od fonema D razlikuje po tem, da prvega tvorimo z ustnicami, drugega pa z zobmi (zobni zapornik). Vsak fonem je le sveženj takih razločevalnih potez, torej na fonemih ni nič pozitivnega, so le skupki negativnih lastnosti. Saussurova metafora: Znaki v jeziku so kot vlaki na voznem redu. Vlak ob 18:30 za Ženevo in vlak ob 7:15 za Pariz se ločujeta po svojem mestu v sistemu, torej po destinaciji in času odhoda, čeprav je lahko materialni nosilec v obeh primerih popolnoma identičen (isti vagoni, ista lokomotiva, isti strojevodja...)
5. Sinhronija/diahronija: Da bi razumeli, kako jezik deluje, je treba preučevati odnose med znaki v njihovi sinhroni soodvisnosti, ne pa v njihovi diahroni (zgodovinski) razsežnosti.

### Roman Jakobson in ruski formalizem
Ustanovil praško lingvistično šolo. Formalist: Vladimir Propp, Morfologija pravljic

### Claude Levi Strauss in antropologija
Pod vplivom Romana Jakobsona je leta 1949 izdal znanstveno delo Elementary structures of Kinship, kjer opozarja na različne socialne organizacije v družbi, temelječe na binarnih opozicijah.

### Roland Barthes in semiotika
Hotel nadaljevati Saussurov projekt, po katerem je lingvistika le del obširnejše znanosti o znakih - semiotike.

### Louis Althusser in marksizem
Navezava na Marxa: Marxov epistemološki rez, teoretični antihumanizem, smrt subjekta, zgodovina kot zaporedje sinhronih struktur, koncept preloma...

### Jacques Lacan in psihoanaliza
Navezava Freuda na Saussura: Nezavedno je strukturirano kot govorica; lebdeči označevalec; Drugi govorice..  

### Poststrukturalizem
Jacques Derrida, Gilles Deleuze, Julia Kristeva, Jean Baudrillard, Jean-François Lyotard,...

## Strukturalizem v Sloveniji
V Sloveniji se je strukturalizem kot paradigma, nasprotna tako uradnemu partijskemu marksizmu kot eksistencializmu in heideggerjanizmu, začel uveljavljati konec šestdesetih let, ko so ga prinesli slovenski študenti, ki so študirali v Franciji. Najbolj znani slovenski teoretiki, ki izhajajo iz strukturalizma, so Mladen Dolar, Josip Rastko Močnik in Slavoj Žižek.